# Jat Airways
Jat Airway là hãng hàng không quốc gia của Serbia, là hãng hàng không quốc gia cũ của Nam Tư. Hãng này hoạt động tại căn cứ chính tại sân bay Belgrade Nikola Tesla. Hãng hàng không này cung cấp dịch vụ bay thường lệ quốc tế đến 33 điểm đến ở châu Âu, Bắc Mỹ và Trung Đông. Hãng cũng cung cấp dịch vụ bay thuê bao và thuê ướt.
Công ty được lập ngày 17 tháng 6 năm 1927 với tên gọi là Aeroput (Аеропут). Chuyến bay đầu tiên là vào năm 1929 giữa Belgrade và Graz (Áo). Năm 1937, hãng mở rộng các tuyến quốc tế. Hãng tiếp tục hoạt động đến thế chiến 2. Ngày 1 tháng 4 năm 1947, tên gọi được đổi thành JAT - Jugoslovenski aerotransport (Југословенски аеротранспорт), sau đó là JAT Yugoslav Airlines và cuối cùng là Jat Airways vào tháng 1 năm 2003.